# (11323) Nasu
(11323) Nasu (1995 QC2) – planetoida z pasa głównego asteroid okrążająca Słońce w ciągu 4,18 lat w średniej odległości 2,59 j.a. Odkryta 21 sierpnia 1995 roku.